# Грета Лук'янчуке
Грета Лук'янчуке, до шлюбу Каселіте (лит. Greta Lukjančukė; нар. 10 вересня 1992, Укмерге, Литва) — литовська футболістка, воротарка «Гінтра Універсітетаса» та національної збірної Литви. Також виступає на позиції нападниці.

## Клубна кар'єра

### «Гінтра»
Професіональну кар'єру розпочала в «Гінтрі», з яким стала багаторазовою чемпіонкою Литви. Побувала в оренді італійському клубу «Неаполь». У 2019 році визнана найкращою футболісткою Литви. У 2020 році одружилася, після чого через декрет більше не грала за «Гінтру».

### «Гінтра-ШСГ»
2021 рік провела в команді ШСГ-ФА («Гінтра – Шяуляйська спортивна гімназія»), яка виступала у Першій лізі. За п’ять зіграних матчів Грета Лук’янчуке відзначилася 13-ма м’ячами:
- 14 квітня 2021 року відзначилася одним голом проти «Жальгіріс Каунас» відзначилася одним голом[1]. Шяуляй переміг з рахунком 4:1.
- 8 травня 2021 року відзначилася двома голами в матчі проти «Таугареса»[2]. «Шяуляй» переміг з рахунком 3:0.
- 16 травня 2021 року проти в матчі проти «Вілкії» відзначилася трьому голами[2]. «Шяуляй» переміг з рахунком 8:1.
- 28 травня 2021 року проти в матчі «САНЕДА-Йонішкіс» відзначилася 4-ма м'ячами[3]. «Шяуляй» переміг з рахунком 8:0.
- 4 червня 2021 рік в матчі проти «Паневежиса» відзначилася 3-ма голами[4]. «Шяуляй» переміг з рахунком 7:3.

### «Гінтра»
12 липня 2021 року повернулася до «Гінтри».
Виступала в кваліфікації чемпіонату світу 2019 року.

## Кар'єра в збірній
У національній збірній Литви дебютувала 5 березня 2011 року в матчі кваліфікації чемпіонату Європи проти Латвії.

## Досягнення
- Чемпіонат Литви
  -  Чемпіон (11): 2010, 2011, 2012, 2013, 2014, 2015, 2016, 2017, 2018, 2019, 2021

- Балтійська футбольна ліга
  -  Чемпіон (2): 2017, 2019